# 蓬巴爾戰役
蓬巴爾戰役（英語：Battle of Pombal）發生於1811年3月11日，是安德烈·馬塞納從葡萄牙撤退期間的一場後衛戰，这是米歇爾·內伊所进行的一系列备受赞誉的后卫戰中的第一場戰役。法軍被威靈頓公爵率領的英葡聯軍追击，但盟军的进攻受到了内伊的阻止，使威靈頓公爵無法在法軍极度脆弱时粉碎它。
在蓬巴爾，內伊元帥將他的一部分後衛軍轉向面對人數眾多的英葡聯軍並阻擊他們。

## 延伸閱讀
- 雷迪尼亞戰役
- 卡薩爾諾夫戰役

## 註腳
1. 1 2  OMAN, Sir Charles Chadwick, A History of the Peninsular War, volume IV, 1911, Greenhill Books, Londres, 2004.